# Oreälven

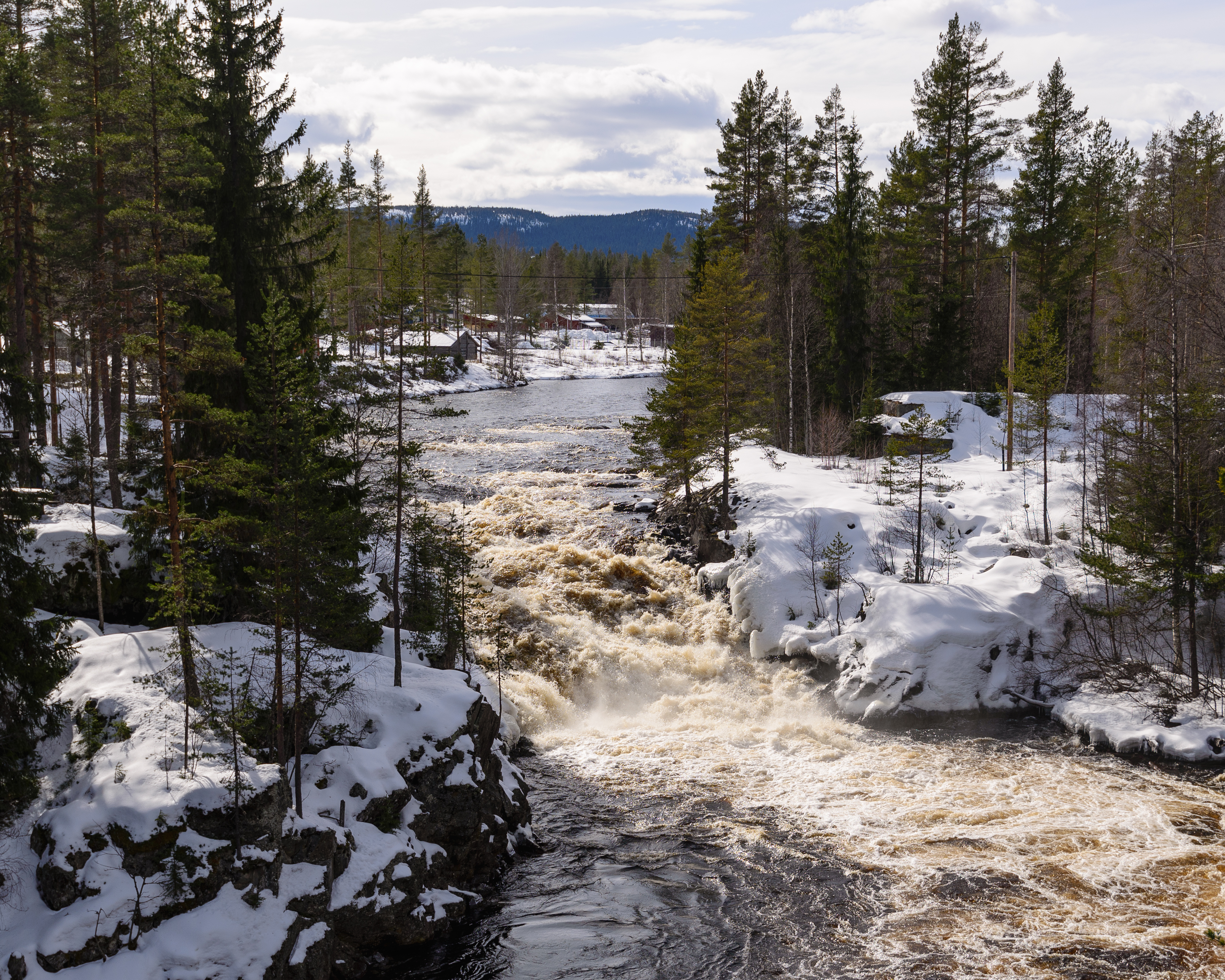
Oreälven vid Noppikoski.

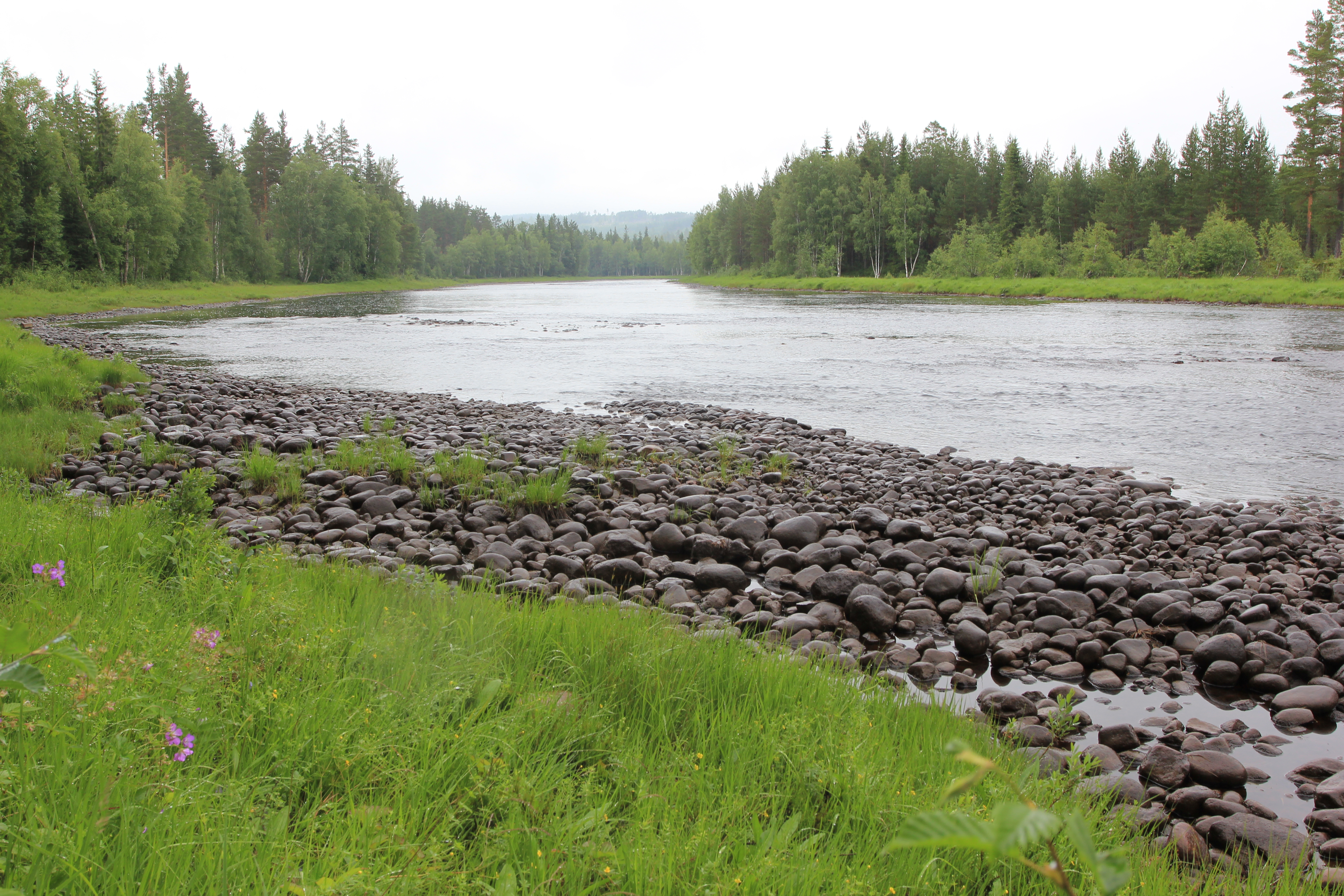
Ore älv nära Hermansborg mellan Noppikoski och Furudals bruk.

Oreälven eller Ore älv, ibland kallad Oreån, är en älv i nordöstra Dalarna, 143 kilometer lång. Vid utloppet från Orsasjön är Oreälvens avrinningsområde 3 340 kvadratkilometer. Älven har sin källa i Oretjärnen i Lillhärdals distrikt (Lillhärdals socken) i sydligaste Härjedalen. Redan efter någon kilometer rinner den dock in i landskapet Dalarna och Oresjön strax väster om Störesåsen i Hamra distrikt (västra delen av Los socken), Ljusdals kommun, Gävleborgs län. Här ligger även Oresjötjärnen och Oresjöflarkarna.
Älven flyter sedan mot sydost genom sjön Trubbingen och rinner in i Orsa distrikt (Orsa socken), Orsa kommun, Dalarnas län vid Finnbergsbron. Den utgör nedströms gräns mellan Orsa och Hamra distrikt (Orsa och Los socknar) och passerar genom sjön (dammen) Vässinjärvi, vid vars utlopp Vässinkoski kraftstation ligger.
Oreälven flyter från Vässinkoski mot öster och passerar Älvho samt Noppikoski, där europaväg 45 passerar älven. Nedströms ligger Noppijärvi. Cirka sex kilometer nedströms Noppikoski flyter Sandsjöån norrifrån in i Oreälven vid grunden efter det gamla torpet Hälsingborg på södra älvbrinken. Här viker älven av rakt mot söder och passerar Växbostupet innan den efter någon mil flyter in i Ore distrikt (Ore socken), Rättviks kommun. Älven passerar Hermansborg och Vangforsen. Cirka fyra kilometer uppströms Furudals bruk flyter älven förbi Lindbodarna för att vid Furudals bruk hindras av en damm. Ytterligare tre kilometer nedströms mynnar älven i "stora" Oresjön (197-200 meter över havet). Älvfåran fortsätter västerut från Oresjön genom Noren söder om Furudal in i sjön Skattungen och åter in i Orsa distrikt (Orsa socken). Vid Ivarsnäs sker avrinning från Skattungen. Älven flyter nu mot sydväst, norr om Skattungbyn, Fredshammars gård och Mässbacken där Ämån rinner in norrifrån.
Oreälven fortsätter, efter sammanflödet med Ämån, förbi Kallholen och når Orsa skans, där europaväg 45 passerar över älven. Strax nedströms Orsa skans flyter Unnan (Unnån) in från norr. Älven passerar några dammar, bland annat Borns kraftstation och förgrenar sig i södra armen Lillån innan den mynnar i Orsasjön.
Vid Legranäs har Oreälv sitt utlopp från Orsasjön och fortsätter ytterligare någon kilometer innan den mynnar i Österdalälven i höjd med Mora lasarett och Moranoret i Mora tätort.
Oreälven är försurningskänslig.